# Siklag
Siklag – miejscowość biblijna, której lokalizacja jest niepewna. Według części naukowców jest utożsamiana z Tell el-Szaria, 16 km w kierunku północnego wschodu od Beer-Szeby. Pogląd ten powstał na podstawie znalezisk archeologicznych na tym terenie z czasów od późnego brązu do okresu panowania rzymskiego. Alternatywą jest lokalizacja Siklagu na Tell Chuweilife, położonym w sąsiedztwie Tell el-Szarii.
Nazwa Siklag została poświadczona przez Księgę Jozuego (19,5). Miejscowość według źródła znajdowała się na południu ziem Judy i była w posiadaniu Symeona. Jest to przekaz podważalny przez naukowców, gdyż w czasach Saula (XI wiek p.n.e.) Siklag należał do Filistynów. Dopiero Dawid (przełom XI–X wiek p.n.e.) wszedł w posiadanie Siklagu; podczas ucieczki przed Saulem Filistyni przekazali mu miasto. (1 Sm 27,1–6). W Siklagu Dawid został poinformowany o śmierci Saula (2 Sm 1,1). Miasto zostało zniszczone przez Amalekitów, co spowodowało odwet Dawida na tym plemieniu (1 Sm 30,1–31). Odrodzenie miasta nastąpiło po niewoli babilońskiej w VI wieku p.n.e.
Miasto pozostaje przedmiotem zainteresowania archeologów, którzy od lat poszukiwali jego lokalizacji. W 2019 ogłoszono odnalezienie śladów Siklagu na stanowisku archeologicznym Khirbet a-Ra’i przez zespół badaczy z Uniwersytetu Hebrajskiego oraz Izraelskiego Urzędu Starożytności.